# 森史絵
森 史絵（もり ふみえ、1月19日 - ）は、日本の女性声優。愛知県出身。

## 人物
ぷろだくしょん★A組、賢プロダクションを経て2022年以降はフリー。
資格はホームヘルパー2級、障害者ヘルパー2級、色彩検定3級、危険物取扱者乙種4種。

## 出演
太字はメインキャラクター。

### テレビアニメ
2012年
- 宇宙兄弟（福田涼子、塩川キャスター、女性販売員、ランニングマシンの音声）
- 銀魂’（女C）

2013年
- カリメロ（セシラ）
- 義風堂々!! 兼続と慶次（老女中）

2016年
- 蒼の彼方のフォーリズム（みさきの祖母）
- 境界のRINNE 第2シリーズ（女子C）
- ジョーカー・ゲーム（乗客）
- はんだくん（家庭科教師、謎の声）
- 僕だけがいない街

2017年
- ハンドシェイカー（調理師）
- 弱虫ペダル NEW GENERATION（観客）
- 霊剣山 叡智への資格（女）
- 神撃のバハムート VIRGIN SOUL（庶民女）
- バチカン奇跡調査官（ベルタ）

2018年
- ちおちゃんの通学路（おばあちゃん）

2021年
- ブルーピリオド（世田介の母）

### 劇場アニメ
- バケモノの子（2015年）

### Webアニメ
- ホイッスル!（ボイスリメイク版）（2016年、かずえ）

### ゲーム
- 喧嘩番長6〜ソウル&ブラッド〜（2015年、花崎薫子）
- ファイナルファンタジーVII リメイク（2020年）

### 吹き替え

#### 映画
- ウォリスとエドワード 英国王冠をかけた恋（メアリー皇太后）
- オートマタ（スーザン・デュプレ博士〈メラニー・グリフィス〉）
- グリフィン家のウェディングノート（新米ママ）
- ジェームス・ブラウン 最高の魂を持つ男（バード夫人）
- スノーホワイト/氷の王国（エリックの母）
- ダブルヘッド・ジョーズ（キルスティン）
- ドラッグ・ウォー/毒戦（ハハの妻）
- バンデットQ（ケヴィンのママ）※35周年BD版盤追加収録
- ブラッド・ウェポン（レイチェル母）
- 蜜の味 〜テイスト オブ マネー〜（女秘書）

#### ドラマ
- キング 〜Two Hearts（パク・ヒョンジュ）
- グッド・ワイフ
- ゴースト 〜天国からのささやき（ウォッチャー）
- 武神（チャンモ）
- 負けたくない!（カン・ウシクの叔母）
- ラスト・リゾート 孤高の戦艦
- レバレッジ 〜詐欺師たちの流儀
- LAW & ORDER TRIAL BY JURY（ジャスティン）

#### アニメ
- ヘンリー・ハグルモンスター（ナノ・ハグルモンスター）
- アングリーバード（ヨガ教師鳥）

### ボイスオーバー
- お母さん交換 家族改造計画
- 健康バラエティ ドクター・オズ・ショー
- ジェファーソン
- スワンプピープル
- 世界の馬上から
- 地球ドラマチック（Eテレ）
  - ペトラ遺跡 砂漠に消えた古代文明の謎（2017年）
  - 洞窟に眠る新種の人類（2016年）
  - モナリザ 微笑が秘めた真実（2019年）
  - 名建築が生まれ変わるとき（2024年）
  - 驚異の生命力！クマムシ（2024年）
- BS世界のドキュメンタリー（NHK BS）
  - ロシア 洗脳される国民（2023年）
  - 庭師ロイ・スミの“借景” 日系カナダ人の歴史と祈り（2023年）
- トップショット-シーズン1（タラ･ポレンバ）
- 脳のしくみ
- BBC地球伝説
  - 「野生のエルザ」の真実
- ブラックボックスナイト
- プロジェクト・ランウェイ8（ピーチ・カー）
- ポーンスターズ-シーズン2
- ボーンヤード
- 捕食者飼育の実態（アリソン・イーストウッド）
- マーサ･スチュワート･ショー
- モーガン・フリーマン 時空を超えて
- 惑星探査機ホイヘンス･プローブ

### ナレーション
- BS世界のドキュメンタリー（NHK BS）
  - 希望の赤ちゃん “救いのきょうだい”という選択（2023年）

### オーディオブック
- 『オーバーロード』シリーズ（女性キャラクターなど）

### CM
- NTT docomo
- 素食生活 雑穀米の唄
- ヒストリーチャンネル 歴史とともに歩んだCM50年の軌跡

### 舞台
- 劇団COME 旗揚げ公演「ベルゼブブの夜」